# Гаяна на літніх Олімпійських іграх 1996
Гаяну на літніх Олімпійських іграх 1996 року в Атланті представляли сім спортсменів (6 чоловіків та одна жінка) у двох видах спорту — легкій атлетиці та боксі. Прапороносцем на церемонії відкриття Олімпіади був боксер Джон Дуглас. Гаяна удванадцяте брала участь у літніх Олімпійських іграх (у 1948—1964 роках як Британська Гвіана). Гаянські атлети не здобули жодних медалей.

## Спортсмени
| Вид спорту     | Чоловіки | Жінки | Загалом |
| -------------- | -------- | ----- | ------- |
| Легка атлетика | 5        | 1     | 6       |
| Бокс           | 1        | 0     | 1       |
| Загалом        | 6        | 1     | 7       |

## Бокс
| Спортсмен   | Дисципліна | 1/32                      | 1/16               | Чвертьфінал        | Півфінал           | Фінал              | Фінал |
| Спортсмен   | Дисципліна | Суперник Результат        | Суперник Результат | Суперник Результат | Суперник Результат | Суперник Результат | Місце |
| ----------- | ---------- | ------------------------- | ------------------ | ------------------ | ------------------ | ------------------ | ----- |
| Джон Дуглас | до 81 кг   | Стіпе Дрвіш (CRO) L RSC-2 | не пройшов         | не пройшов         | не пройшов         | не пройшов         | 17T   |

## Легка атлетика
Трекові і шосейні дисципліни
| Спортсмен                                             | Дисципліна                   | Попередній забіг | Попередній забіг | Чвертьфінал | Чвертьфінал | Півфінал   | Півфінал   | Фінал      | Фінал      |
| Спортсмен                                             | Дисципліна                   | Результат        | Місце            | Результат   | Місце       | Результат  | Місце      | Результат  | Місце      |
| ----------------------------------------------------- | ---------------------------- | ---------------- | ---------------- | ----------- | ----------- | ---------- | ---------- | ---------- | ---------- |
| Ланселот Гіттенс                                      | 400 м з бар'єрами (чоловіки) | 54.79            | 8                | Н/Д         | Н/Д         | не пройшов | не пройшов | не пройшов | не пройшов |
| Ендрю Гаррі Роджер Гілл Ланселот Гіттенс Річард Джонс | 4×400 метрів (чоловіки)      | DQ               | DQ               | Н/Д         | Н/Д         | не пройшли | не пройшли | не пройшли | не пройшли |

Польові дисципліни
| Спортсмен       | Дисципліна                | Чвертьфінал | Чвертьфінал | Фінал      | Фінал      |
| Спортсмен       | Дисципліна                | Результат   | Місце       | Результат  | Місце      |
| --------------- | ------------------------- | ----------- | ----------- | ---------- | ---------- |
| Нікола Мартіаль | Потрійний стрибок (жінки) | 12.91       | 24          | не пройшов | не пройшов |